# شون وينغ
شون وينغ (بالإنجليزية: Sean Wing)‏ هو ممثل أمريكي، ولد في 10 يوليو 1982 في لاس فيغاس في الولايات المتحدة.

## وصلات خارجية
- شون وينغ على موقع IMDb (الإنجليزية)
- شون وينغ على موقع قاعدة بيانات الفيلم (الإنجليزية)